# Lophiobrycon weitzmani
Lophiobrycon weitzmani är en fiskart som beskrevs av Castro, Ribeiro, Benine och Melo 2003. Lophiobrycon weitzmani ingår i släktet Lophiobrycon och familjen Characidae. Inga underarter finns listade i Catalogue of Life.